# Kiss Me Kate
 Kiss Me Kate és una pel·lícula musical estatunidenca dirigida per George Sidney, estrenada el 1953, adaptació cinematografica del musical de Broadway del mateix nom.
Inspirat en The Taming of the Shrew, explica la història dels actors de teatre musical Fred Graham i Lilli Vanessi, que van estar casats una vegada i ara són l'un davant l'altre en els papers de Petruchio i Katherine a Broadway en una versió musical de l'obra de William Shakespeare

## Argument
Els esforços d'una petita companyia de musics per posar en escena una versió de La feréstega domada de Shakespeare queden en suspens fins al dia de l'estrena, en la qual les vides dels actors es creuaran amb les dels personatges de ficció.

## Repartiment
- Kathryn Grayson: Lilli Vanessi 'Katherine'
- Howard Keel: Fred Graham 'Petruchio'
- Ann Miller: Lois Lane 'Bianca'
- Keenan Wynn: Lippy
- Bobby Van: 'Gremio'
- Tommy Rall: Bill Calhoun 'Lucentio'
- James Whitmore: Slug
- Kurt Kasznar: 'Baptista'
- Bob Fosse: 'Hortensio'
- Ron Randell: Cole Porter
- Willard Parker: Tex Callaway

## Números musicals
1. "So in Love" - Lilli i Fred
2. "Too Darn Hot" - Lois
3. "Why Can't You Behave" - Lois
4. "Kiss Me, Kate" - MGM Studio i Orchestra Chorus
5. "Wunderbar" - Lilli i Fred
6. "So in Love" - Lilli
7. "We Open in Venice" - Lilli, Fred, Lois, Bill
8. "Tom, Dick or Harry " - Lois, Gremio, Bill, Hortensio
9. "I've Come to Wive it Wealthily in Padua" - Fred
10. "I Hate Men" - Lilli
11. "Were Thine That Special Face" - Fred
12. "Finale Act One (Kiss Me, Kate)" - Cor
13. "Where Is the Life That Late I Led" - Fred
14. "Always True to You in My Fashion" - Lois i Bill
15. "Brush Up Your Shakespeare" - Slug I Lippy
16. "From This Moment On" - Lois, Bill, Hortensio, Gremio
17. "Finale" - Fred i Cor

## Rebuda
Encara que Kiss Me Kate  és sovint considerada com el primer musical 3-D, Those Redheads From Seattle, també un musical 3-D, va ser estrenat per la Paramount Pictures el 16 d'octubre.

## Nominacions
- Oscar a la millor cançó original 1954 per André Previn i Saul Chaplin